# Culey-le-Patry
Culey-le-Patry är en kommun i departementet Calvados i regionen Normandie i norra Frankrike. Kommunen ligger i kantonen Thury-Harcourt som ligger i arrondissementet Caen. År 2022 hade Culey-le-Patry 379 invånare.

## Befolkningsutveckling
Antalet invånare i kommunen Culey-le-Patry
Referens: INSEE